# Dave Zafarin
Dave Zafarin (* 22. Mai 1978 in Kerkrade, Niederlande) ist ein niederländischer Fußballspieler. Seit 2011 steht er beim RKSV Groene Ster unter Vertrag.

## Karriere
Zafarin begann seine Karriere bei Roda Kerkrade. Von dort wechselte er im Juli 2002 zu De Graafschap. Von 2003 bis 2004 spielte er für den ehemaligen österreichischen Bundesligisten FC Kärnten. Nach schwacher Leistung wechselte er wieder in die niederländische Eerste Divisie zu Fortuna Sittard. 2006 wechselte er zu FC Oss, nach vier Jahren wechselte er im Juni 2010 zu EVV Echt. Seit 2011 spielt er für RKSV Groene Ster.